# Meithalun
Meithalun (àrab: ميثلون, Mayṯalūn) és un municipi palestí de la governació de Jenin, a Cisjordània, al nord de la vall del Jordà, 26 kilòmetres al sud de Jenin. Segons el cens de l'Oficina Central Palestina d'Estadístiques (PCBS), Meithalun tenia 6.995 habitants en 2007.
Meithalun disposa de quatre mesquites, sis escoles, quatre farmàcies, dues estacions meteorològiques, dos jardins d'infants, dues clíniques de maternitat i general, diversos tallers, dues sales d'usos múltiples, dos cementiris, una comissaria, una oficina de l'Ministeri de l'Interior, 3 fleques, quatre cibercafès, dos centres culturals, dos grans diwans, i un banc (Banc de Palestina). La ciutat ocupa una superfície de prop de 12.495 dúnams.

## Etimologia
Segons E. H. Palmer, el nom Meithalun deriva de Mithilihieh, que en llengua fenícia significa «una imatge». La traducció a l'àrab clàssic és «rastres d'un habitatge que s'està esborrant».

## Història
S'ha trobat al nucli antic del municipi terrissa dels períodes romà i romà d'Orient a Palestina.

### Domini croat
Meithalun fou anomenada «Gastine Medeclala» i «Gastine Mesdedula» pels croats. El rei Amalric I va cedir la meitat del lloc per al senyor croat Guiu i l'altra meitat a l'altre senyor conegut com a Gilbert de Neàpolis. En 1186, es va convertir en part de l'abadia Jeoshafat després que va ser adquirit de Guiu.

### Època otomana
Meithalun fou incorporada a l'Imperi Otomà amb la resta de Palestina en 1517. En el cens de 1596, el poble tenia 16 famílies i un solter, totes ells musulmans, que pagaven una taxa fixa del 33,3 % sobre el blat, ordi, cultius d'estiu, oliveres, ingressos ocasionals, cabres i ruscs, i una premsa d'olives o raïm ; un total de 7,160 akçe.
Durant els darrers anys de l'època otomana Meithalun formava part del subdistricte Mashariq Jarrar i al segle xix va ser a la zona d'influència del comerciant tèxtil de Nablus Hajj Ismail Arafat, juntament amb els pobles de Sanur, Beit Lid, Silat ad-Dhahr i Jaba'. En 1838 l'erudit bíblic Edward Robinson va veure el poble quan viatjava a la regió, i el va descriure com a situat en una àrea extremadament fèrtil. Fou registrada com a part del districte de Haritheh, al nord de Nablus.
En 1851–52 l'arqueòleg francès Louis Félicien de Saulcy va assenyalar que Meithalun era un dels dos pobles a la part sud de la vall Marj Sanur, l'altre poble era Sir. Descriu la vall Marj Sanur com a "tancada dins d'un cinturó de muntanyes d'un aspecte molt llenyós i agradable." En 1870 l'explorador francès Victor Guérin va descriure Meithalun com a "un petit poble en un turó baix. La casa del xeic està ben construïda, i algunes de les cisternes excavades a la roca són presumiblement antigues." En 1882 el Survey of Western Palestine del Fons per a l'Exploració de Palestina el descriu com "un poble de grandària moderada, de pedres i adob, amb un pou al nord, situada al peu d'un turó, amb oliveres en la plana".

### Període del Mandat Britànic
Les forces britàniques capturaren Palestina, inclosa Meithalun, en 1917 durant la Primera Guerra Mundial i posteriorment establiren el Mandat Britànic sobre el país. Al cens de Palestina de 1922 Meithalun tenia 682 habitants, que augmentaren a 938 (193 llars) al cens de Palestina de 1931. Al darrer cens, el llogaret de Kheibar fou comptat amb Meithalun. En ambdós censos, la totalitat de la població era musulmana.
Els dos principals clans de Meithalun, el Na'irat i el Ruba'iya, participaren en la revolta palestina de 1936–1939 contra el domini britànic i l'increment de l'assentament sionista a Palestina. Els rebels del clan Na'irat, que tenien lligams amb el clan Jarrar, lluiteren sota el comandament de Fawzi Jarrar de Jaba', mentre que els Ruba'iya lluitaren sota els comandants qassamites Abu Khalid de Silat ad-Dhahr i Abu Saysan de Qabatiya. El darrer era un aliat tradicional del clan Abd al-Hadi, que tenia lligams econòmics i polítics amb els Ruba'iya.
En 1945 la població era de 1,360 habitants, tots musulmans, amb 12,495 dúnams de terra, segons una enquesta de terra i població. De la terra de la vila, 3,451 dúnams eren usats com a plantacions i regadiu, 7,469 dúnams per cereals, i 25 dúnams eren sòl edificat.

### Època moderna
Meithalun fou ocupada per Jordània durant la guerra araboisraeliana de 1948. Fou ocupada per Israel en 1967 després de la Guerra dels Sis Dies. En 1989, durant la Primera Intifada, tropes israelianes mataren a trets Abdallah Rabaya'h, un resident de Meithalun, durant els enfrontaments entre vilatans i les tropes, ja que aquest va tractar de desmantellar un obstacle en el camí cap al poble.
A les eleccions municipals palestines de 2005, Fatah va obtenir la major quantitat d'escons (cinc), seguit del Front Popular per a l'Alliberament de Palestina (quatre) i Hamas (tres). els independents van obtenir un escó. L'alcalde és el membre de l'FPAP Fawaz Saleh Na'irat i el tinent d'alcalde és el membre de Hamas Jihad Saleh Rabay'a.

## Geografia
Meithalun està situat al nord de Cisjordània, uns 26 quilòmetres al sud de Jenin, la capital de la governació de Jenin. Les localitats més properes a Meithalun són Sanur a l'oest, Siris i Judeida al sud-est, 'Aqqaba a l'est, Sir i Zababdeh al nord-est, i Misilyah al nord.
La ciutat està situada al llarg de la vora occidental de Marj Sanur, una vall i un llac estacional. És la major localitat, del total de set, vorejant Marj Sanur i controla la major part de les seves terres fèrtils. Té una elevació mitjana de 385 metres sobre el nivell del mar i no s'eleva del seu entorn immediat. La superfície total és de 12.495 dúnams. El nucli antic de la vila consta de 18 dúnams. Khirbet Khaybar, al nord-est de la vila, forma part de la jurisdicció de Meithalun. Té una altitud de 423 metres sobre el nivell del mar i consisteix en ruïnes, és a dir, les restes d'una paret, fonaments d'edificis, una tomba i tancs d'aigua tallats de pedra.

## Demografia
Meithalun tenia 5,218 en el cens de la Oficina Central Palestina d'Estadístiques (PCBS) de 1997. Els refugiats palestins i llurs descendents són el 5.4%dels habitants. En el cens de la OCPE de 2007 la població de Meithalunva créixer a 6,955 habitants. El nombre de llars era de 1,258, cadascuna amb una mitjana d'entre cinc i sis persones. Les dones són el 48.3% de la població i els homes el 51.7%.